# Minsk (1983)
Minsk (Минск), wcześniej BDK-43 (БДК-43) − duży okręt desantowy projektu 775/II (w kodzie NATO: Ropucha I) Marynarki Wojennej Rosji. Zbudowany w  Stoczni Północnej w Gdańsku, wszedł do służby w Marynarce Wojennej ZSRR w 1983 roku. Służył we Flocie Bałtyckiej pod oznaczeniem BDK-43. Przejęty przez marynarkę wojenną Rosji, otrzymał w 1993 roku nazwę „Minsk” od miasta Mińska oraz nosił numer burtowy 127. Przeniesiony na Morze Czarne, wziął udział w inwazji na Ukrainę, podczas której został poważnie uszkodzony w Sewastopolu 12/13 września 2023 roku i wyłączony z użytku.

## Historia

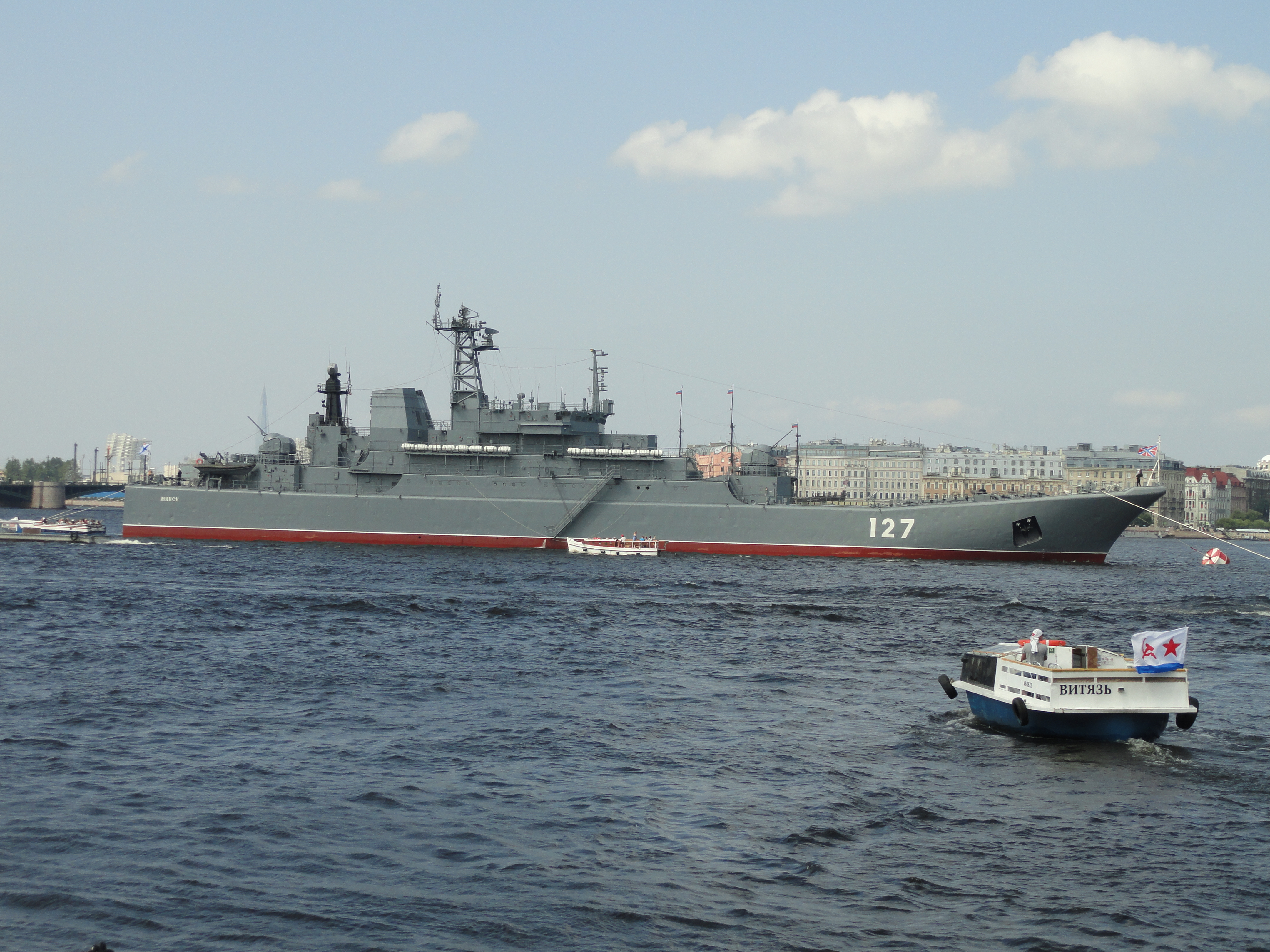
„Minsk” w 2018 w Petersburgu

Okręt został zbudowany w 1983 roku w Stoczni Północnej w Gdańsku, jako osiemnasty z serii dużych okrętów desantowych projektu 775 zaprojektowanych w Polsce i budowanych dla ZSRR. Należał do drugiej odmiany projektu 775 (775/II). W kodzie NATO typ ten był oznaczany jako Ropucha (Ropucha I). Nosił numer stoczniowy 18 w ramach jednostek projektu 775.

## Skrócona charakterystyka
Okręty desantowe proj. 775 dysponują przelotową ładownią, dostępną przez rampę dziobową i rufową, o długości 95 m, szerokości od 4,5 do 6,5 m i wysokości 4,5 m. Na dziobie jest otwierana furta i opuszczana pochylnia; w celu rozładunku okręty mogą wpływać na plażę. Jednostki mogą transportować do 13 czołgów lub transporterów opancerzonych albo 20 ciężarówek i w obu wariantach 150 żołnierzy. Ładowność okrętu jest określana w publikacjach jako 450 ton. Załoga liczy 87 osób, w tym 8 oficerów.
Wyporność okrętu niezaładowanego wynosi 2900 ton (czasem podawana jako standardowa), a pełna – 4400 ton. Długość całkowita wynosi 112,5 m, a na linii wodnej 105 m, szerokość wynosi 15 m, a zanurzenie maksymalne 3,7 m.
Uzbrojenie artyleryjskie okrętów projektu 775/II stanowią cztery armaty uniwersalne kalibru 57 mm w dwóch dwudziałowych wieżach AK-725, umieszczonych przed i za nadbudówką i kierowanych radarem artyleryjskim Bars. Zapas amunicji wynosi 2200 nabojów 57 mm. Ponadto mają do samoobrony dwie poczwórne wyrzutnie pocisków przeciwlotniczych bardzo bliskiego zasięgu Strieła-3 samonaprowadzających się na podczerwień, z zapasem 32 pocisków. BDK-43 „Minsk” zaliczał się wczesnych okrętów proj. 775/II, nie uzbrojonych jeszcze w wyrzutnie niekierowanych pocisków rakietowych kalibru 122 mm Grad-M.
W skład wyposażenia radioelektronicznego okrętów projektu 775/II wchodzi stacja radiolokacyjna wykrywania nawodnego i powietrznego MR-302 Rubka oraz radar nawigacyjny. Do kierowania ogniem artylerii służy radar Bars na kolumnie za kominami na rufie. Okręty ponadto wyposażone są w dwie szesnastoprowadnicowe wyrzutnie celów pozornych PK-16 kalibru 82 mm służące do walki elektronicznej.
Napęd stanowią dwa silniki wysokoprężne 16 ZVB 40/48 o łącznej mocy 19 200 KM, poruszające dwie śruby. Prędkość maksymalna wynosi 17,5 węzła. Zasięg wynosi 3500 Mm przy prędkości 16 w i 6000 Mm przy prędkości 12,5 w.

## Służba
Okręt wszedł do służby w Marynarce Wojennej ZSRR 30 maja 1983 roku. Otrzymał jedynie oznaczenie alfanumeryczne: BDK-43 (БДК-43), od bolszoj diesantnyj korabl – duży okręt desantowy. 
Po rozpadzie ZSRR w grudniu 1991 roku BDK-43 został przejęty przez Marynarkę Wojenną Rosji pod tym samym oznaczeniem. Wchodził w skład Floty Bałtyckiej. W czerwcu 1993 roku nadano mu dodatkowo nazwę „Minsk” (pol. Mińsk), po wycofanym krążowniku lotniczym. W Rosji nosił stały numer burtowy 127.
W 2004 roku okręt złożył wizytę roboczą w Plymouth w Wielkiej Brytanii. Latem 2011 roku, w okresie prowadzenia przez Rosję współpracy międzynarodowej z państwami zachodnimi, uczestniczył w ćwiczeniach NATO na Bałtyku Baltops i Passex. Między wrześniem 2013 roku a sierpniem 2014 roku wypełniał zadania na Morzu Śródziemnym, u wybrzeży Syrii. Brał także udział w paradach i ćwiczeniach Floty Bałtyckiej.
W styczniu 2022 roku wraz z dwoma innymi okrętami desantowymi tego typu („Kaliningrad” i „Korolow”) został przerzucony z Bałtyku na Morze Czarne, w celu wzięcia udziału w inwazji Rosji na Ukrainę.
W nocy 12/13 września 2023 roku „Minsk” został poważnie uszkodzony w ukraińskim ataku rakietowym na dok Sewastopolskiego Zakładu Morskiego im. S. Ordżonikidze w Sewastopolu, w którym był remontowany. Do ataku prawdopodobnie wykorzystano pociski Storm Shadow/SCALP. Na skutek trafienia doszło do intensywnego pożaru i mogło dojść do całkowitego zniszczenia okrętu w stopniu wykluczającym opłacalny remont. W tym samym ataku uszkodzono stojący w doku obok okręt podwodny „Rostow-na-Donu”. Według niepotwierdzonych informacji ukraińskiego wywiadu, okręt desantowy szykował się do opuszczenia doku następnego dnia i miały na nim zginąć 62 osoby załogi. Strona rosyjska przyznała śmierć w ataku na okręty ogółem 24 osób.
Rosja po ataku zapowiedziała wyremontowanie okrętów. Według niepotwierdzonych oficjalnie informacji agencji TASS, rosyjskie władze rozważały w październiku 2023 roku odbudowę „Minska” przy wykorzystaniu nadbudówki zagarniętego w 2014 roku ukraińskiego okrętu tego typu „Kostiantyn Olszanśkyj”. 31 października 2023 roku ujawniono na podstawie zdjęć satelitarnych, że okrętowi przywrócono pływalność, wyprowadzono z doku i zacumowano przy nabrzeżu stoczni, przy czym całkowicie usunięto zniszczoną nadbudówkę powyżej poziomu pokładu górnego.